# Văn học Belarus
Văn học Belarus (tiếng Belarus: Беларуская лiтаратура) là thuật ngữ chỉ ngành Văn học của nước Cộng hòa Belarus hoặc được viết bằng tiếng Belarus.

## Nhân vật tiêu biểu
| - Mikhas' Charot - Kuz'ma Chorny - Yakub Kolas - Yanka Kupala - Francisak Umestouski - Ales' Adamovich - Uladzimer Arlou - Ryhor Baradulin | - Yanka Bryl' - Vasil Bykau - Larysa Geniyush - Uladzimer Karatkevich - Hienadz Kliauko - Ivan Shamyakin - Sakrat Yanovich - Raisa Baravikova | - Mikalaj Charginets - Ryhor Marchuk - Eduard Skobeleu - Symon Budny - Andrej Rymsza - Jan Barscewski - Jan Czeczot - Vasil Bykaŭ |